# Гогоришвили, Хатуна
Хатуна Гогоришвили (груз. ხათუნა გოგორიშვილი, род. 4 сентября 1964, Тбилиси, Грузинская ССР) — грузинский биолог, юрист, государственный и политический деятель. Депутат парламента Грузии III, IV, V и VI созывов (с 2004 года).

## Биография
Родилась 4 сентября 1964 года в Тбилиси, Грузинской ССР.
Высшее образование получила окончив в 1987 году Тбилисский государственный университет по специальности «биология», позже в 2006 году окончила обучение в этом же университете по направлению "юриспруденция".
С 1982 по 1990 годы занималась педагогической деятельностью. С 1981 по 1982 годы работала лаборантом специальной школы фигурного катания. В дальнейшем проходила обучение в университете. С 1987 по 1991 годы работала учителем химии и биологии в средней школе Кикети.
С 1990 по 1993 годы являлась руководителем организационного отдела движения зеленых Грузии. С 1993 по 2009 годы была ведущим специалистом комиссии парламента Грузии, руководителем аппарата. С 2003 по 2004 годы - руководитель службы политического союза "Объединенные демократы".
С 2004 по 2008 годы была депутатом парламента Грузии 3-го созыва по партийному списку, от избирательного блока "Национальное движение-демократы", работала председателем комитета по процедурным вопросам и правилам.
С 2008 по 2012 годы - депутат парламента Грузии 4-го созыва по партийному списку от избирательного блока "Единое национальное движение - победитель для Грузии". Председатель Комитета по процедурным вопросам и правилам.
С 2012 по 2016 годы являлась депутатом парламента Грузии 5-го созыва по партийному списку от избирательного блока Единое национальное движение - "больше пользы людям", работала заместителем председателя Комитета по процедурным вопросам и правилам.
С 2016 по 2020 годы - депутат парламента Грузии 6-го созыва по партийному списку от избирательного блока "Единое национальное движение" (с 2017 года "Европейская Грузия"), трудилась членом комитета по бюджету и финансам.